# Caluromys
Caluromys — рід ссавців з родини опосумових.

## Морфологічна характеристика
Довжина голови й тулуба від 18 до 29 сантиметрів, хвіст чіпкий, завдовжки від 27 до 49 сантиметрів, вага від 200 до 500 грамів. Волосяний покрив довгий, вовнистий, тонкий, поширюється майже на весь чи більш як на половину хвоста; верх червонувато-коричневий чи сірий, іноді з білим візерунком; низ жовтуватий; на обличчі є характерна чорна смуга

## Середовище проживання
Поширені на американському континенті від південної Мексики до північної Аргентини. Населяють лісисті місцевості.

## Спосіб життя
Це всеїдні (раціон складається з плодів, насіння, листя, комах і дрібних хребетних) тварини, що в основному живуть на деревах. Ведуть поодинокий, нічний спосіб життя, але не проявляють яскраво вираженої територіальної поведінки.

## Систематика
Caluromys
- підрід Mallodelphys
  - вид Caluromys derbianus
  - вид Caluromys lanatus
- підрід Caluromys
  - вид Caluromys philander